# Quận Sherman, Kansas
Quận Sherman là một quận thuộc tiểu bang Kansas, Hoa Kỳ. Theo điều tra dân số năm 2000 của Cục điều tra dân số Hoa Kỳ, quận có dân số 6760 người. Quận lỵ là Goodland. 6
Quận Sherman là một lệnh cấm, hoặc quận "khô", cho đến khi Hiến pháp Kansas đã được sửa đổi vào năm 1986 và cử tri chấp thuận việc bán rượu cho uống cá nhân
Theo Cục điều tra dân số Hoa Kỳ, quận có tổng diện tích là 1.056 dặm vuông (2.735 km ²), trong đó, 1.056 dặm vuông (2.735 km ²) là đất và 0 dặm vuông (1 km ²) của nó (0,02%) là mặt nước.
Quận Sherman là một trong bốn quận Kansas theo chuẩn giờ miền núi. 